# Moctezuma, Zacatecas
Moctezuma är en ort i Mexiko.   Den ligger i kommunen Nochistlán de Mejía och delstaten Zacatecas, i den centrala delen av landet, 400 km nordväst om huvudstaden Mexico City. Moctezuma ligger 1 851 meter över havet och antalet invånare är 110.
Terrängen runt Moctezuma är platt österut, men västerut är den kuperad. Runt Moctezuma är det ganska glesbefolkat, med 42 invånare per kvadratkilometer. Närmaste större samhälle är Teocaltiche, 19,5 km öster om Moctezuma. I omgivningarna runt Moctezuma växer huvudsakligen savannskog.